# Сива река
Сива река е село в Южна България. То се намира в община Свиленград, област Хасково.

## Културни и природни забележителности
На 1.01.1928 г. по инициатива на Иван Георгиев – местен учител е положено началото на читалище „Развитие“. Било е избрано и читалищно настоятелство. Книгите с които е разполагало читалището се съхранявали в библиотеката на местното училище. През 1965 г. е построена нова сграда в центъра на селото и 2-рия етаж е предоставен на читалището. Тук се помещава киносалон със 120 места, библиотека, която има в наличност около 4700 книги и 25 читатели. Киносалонът понастоящем се използва за огранизиране на културни мероприятия, като например народните концерти на местната фолклорна група „Тракийка“. Председател на читалището е Мария Делчева Ангелова, а секретар – Стефка Тодорова Мавродиева.
През 2005 г. по правителствената програма „Малки проекти в подкрепа на регионалното развитие“ се отпускат средства за ремонт на църквата „Св. Архангел Михаил“. Пребоядисана е цялата външна фасада и са направени освежителни ремонти.

## Други
В изявление от септември 2007 г. кметът на община Свиленград – Георги Манолов – съобщи, че е планирано изграждането на дом за стари хора в село Сива река.
Всяка година в Сива река се провежда местния събор на църковния празник Св. Архангел Михаил – 8 ноември.